# Myrciaria dubia
Myrciaria dubia (Kamu kamu, kamukamu, kakari, kamokamo) je malo (oko 3-5  visoko) žbunasto drvo koje živi na obalama reka. Ono je deo amazonijske vegetacije Perua i Brazila. Ova biljka ima crvene/purpurne plodove koji su slični trešnjama. Njeni mali cvetovi imaju voskasto bele krunice i aromu slatkog mirisa. Ova biljka ima žbunasto perjasto lišće. Njeni zimzeleni listovi  su kopljastog eliptičnog oblika. Pojedinačni listovi su 3 – 20  dugi i 1 – 2  široki. Ova biljka je blisko srodna biljkama Myrciaria cauliflora i Myrciaria floribunda.

## Spoljašnje veze
- Konzervacija
- Tropske biljke